# Українфільм
Українфільм іноді згадується як Українфільма — перша українська кіностудія. У серпні 1918 року після проголошення незалежності України та утворення Української Держави на чолі з Павлом Скоропадським з'являється указ Скоропадського про українізацію кіно. На виконання цього указу була створено перша українська державна організація в галузі кіно - кінокомпанія «Українфільм». У часи окупації України Радянською імперією факт існування студії «Українфільм» у 1918-1919 роках приховувався, а українські кіноісторики вперше дізналися більше про неї лише після проголошення незалежності України в 1991 році та відкриття доступу до закритих архівів.
Згідно з доповідною запискою написаною у 1918 році та адресованою Головному управлінні у справах мистецтв і національної культури Української Держави Товариство "Українфільм", що заклалося у Києві, мало на меті "широке виробництво та розповсюдження ідейних та національних фільмів, головним чином патріотичного та історично-героїчного напрямків".
«Українфільм» виник в умовах спроб відновлення української державності в 1918 році. Ще в 1917 Центральна Рада під керівництвом Михайла Грушевського скасувала всі заборони відносно розвитку української мови та культури.
Студія проіснувала всього рік — з 1918 по 1919.

## Історія
Пайові внески в «Українфільм» вклали Дніпросоюз, Українбанк, Київський Союзбанк, Коопцентр та інші кооперативні об'єднання. Загалом Українфільм розпочало свою роботу з капіталом у 200 тис. крб, яких не вистачало хоча б для здійснення половини запланованих кінозаходів.
В січні 1918 року в Києві була сформована Кінематографічна секція, яку очолила Людмила Старицька-Черняхівська. В березні Секція починає в Києві зйомки хронікальних документальних фільмів. На початку літа Кінематографічна секція створює компанію «Українфільм». В керівництво компанії увійшли письменниця, Людмила Старицька-Черняхівська, актор Іван Мар'яненко, сценарист Яків Яцовський, письменник Олександр Олесь. Метою «Українфільму» був прокат та виробництво українських фільмів.
На базі «Українфільм» почали розроблятися постановки художніх фільмів «Брехня», «Чорна пантера» за Володимиром Винниченком, а також «Вітер з півночі», «Кармелюк», «Чорна рада». Внаслідок недовготривалості існування УНР, «Українфільм» проіснував лише рік з серпня 1918 по серпень 1919 рік. Достеменно невідомо чи на студії завершили виробництво вже розпочатих художніх фільмів та чи вийшов хоч якийсь з них в прокат в УНР, але за припущеннями Романа Масляка, «беручи до уваги що в цей період фільми продукувалися за досить таки короткий термін, то цілком можливо що товариство ті розпочаті фільми все ж випустило.»
Що точно відомо, так це те що Українфільм у часи УНР створило чимало успішних хронікальних документальних фільмів. Так тогочасна преса рясніла повідомленнями про покази документальних фільмів українського виробництва. Так, наприклад в газетах «Українська Ставка», «Нова рада» тощо у грудні 1918 року говорилося про показ хронікальної документальної стрічки «Українфільм» під назвою «В'їзд Директорії» починаючи з 30 грудня 1918 року у кінотеатрі Шанцера на Хрещатику, 25. Нове лідерство України у особі керманичів Директорії приклало чимало зусиль на створення українського кінематографу, що стало поштовх до активного документального фільмування різноманітних подій. Знімалися на плівку майже всі вагомі події того часу: військові паради, зустрічі іноземних делегацій, виступи видатних державних та громадських діячів, святкування річниці Тараса Шевченка, акт Злуки УНР і ЗУНР тощо. У вищезгаданому кінотеатрі Шанцера були відкриті кінокурси, зініційовані московським режисером Георгієм Азагаровим, з метою підготовки кваліфікованих українських кадрів: акторів, режисерів, операторів, художників тощо.
Після анексії України Радянським союзом та падіння уряду УНР, приміщення кіностудії було силоміць передано Дніпросоюзу.

## Фільмографія
У період існування Українфільму у 1918—1919 роках вийшли наступні фільми:
- «Київ у період німецької окупації» (1918, хронікальна документальна стрічка)
- «Гетьман Павло Скоропадський, що присутній на молебні в церкві міста Києва в день Святого Володимира» (1918, хронікальна документальна стрічка)
- «Резиденція Гетьмана», 1918, хронікальна документальна стрічка)
- «Група офіцерів на чолі з генералом О. Ф. Рогозою приймає парад українських національних військ „Синіх жупанчиків“ на Софіївській площі в місті Києві» (1918, хронікальна документальна стрічка)
- «В'їзд Директорії» (1918, хронікальна документальна стрічка)
- «Київ. Симон Петлюра знову у влади» (1918, хронікальна документальна стрічка)
- «Відправлення 1 української авіаційної пошти до Одеси» (1918, оператор кінематографічної секції ГУМНК В. Добржанський, хронікальна документальна стрічка)
- «Парад 1 дивізії, що складена із бувших українських полонених» (1918, оператор кінематографічної секції ГУМНК В. Добржанський, хронікальна документальна стрічка)
- «Свято Шевченка» (1918, оператор кінематографічної секції ГУМНК В. Добржанський, хронікальна документальна стрічка)
- «Парад вільного козацтва» (1918, оператор кінематографічної секції ГУМНК В. Добржанський, хронікальна документальна стрічка)
- «Поховай юнаків — героїв України» (1918, оператор кінематографічної секції ГУМНК В. Добржанський, хронікальна документальна стрічка)
- «Катастрофа на Звіринці» (1918, оператор кінематографічної секції ГУМНК С. Семак, хронікальна документальна стрічка)
- «Про російсько-українську конференцію, що проходила в Києві з 23 травня по 12 червня 1918 року»  (1918, хронікальна документальна стрічка)